# ماسانوري موريتا
ماسانوري موريتا (باليابانية: 森田まさのり) مواليد سنة 1966، هو رسام مانغا ياباني. في بداية مهنته عمل كمساعد لتتسو هارا على سلسلة سيف النار.

## أعماله
- روكيز
- روكوديناشي بلوز

## وصلات خارجية
- ماسانوري موريتا على موقع ANN person (الإنجليزية)